# Chanson cosaque
Les chansons cosaques sont des chansons folkloriques créées par les cosaques. Elles ont été influencées par les chansons folkloriques russes et ukrainiennes, la musique du Caucase du Nord, ainsi que des œuvres originales de compositeurs russes.
Les chants cosaques sont divisés en plusieurs sous-groupes correspondant aux différentes communautés cosaques, comme les Cosaques du Don et les Cosaques du Terek.

## Chants cosaques de Dnipropetrovsk
Les chants cosaques de Dnipropetrovsk (en ukrainien : Козацькі пісні Дніпропетровщини), qui sont créés par les cosaques zaporogues de la région de Dnipropetrovsk, sont classés au patrimoine culturel immatériel nécessitant une sauvegarde urgente,.
Il s'agit généralement de chants masculins. Les chants cosaques sont aujourd'hui souvent interprétés par des femmes, mais rarement par des groupes mixtes. La liste de l'UNESCO mentionne les groupes choraux Krynytsia, Bohuslavochka et Pershotsvit.
La région commence le dossier de candidature pour l'inscription des chansons cosaques sur la liste du patrimoine immatériel de l'UNESCO en 2014. Le 28 novembre 2016, le Comité pour la protection de la Liste du patrimoine culturel immatériel inscrit les chants cosaques de la région de Dnipropetrovsk sur la liste du patrimoine immatériel nécessitant une sauvegarde urgente.

## Galerie

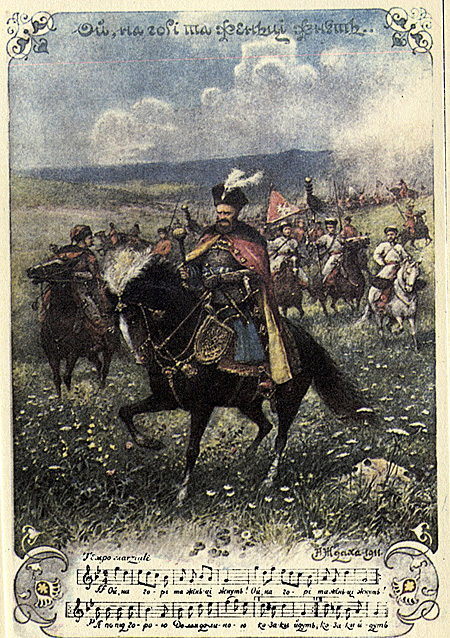
«Oy na hori ta y zhentsi zhnut'».
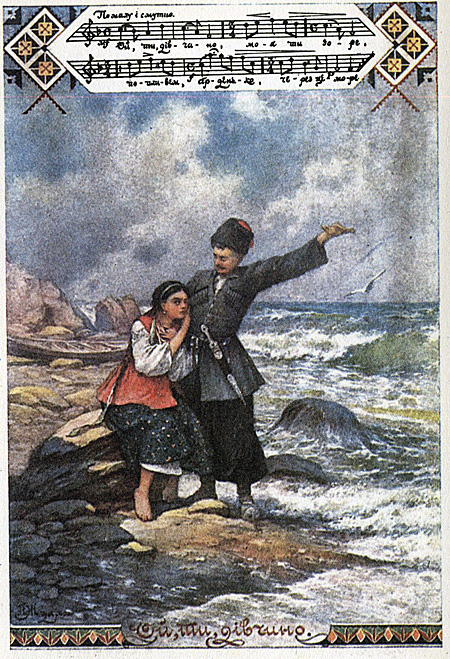
«Oy, ty, divchyno, moya ty zore».
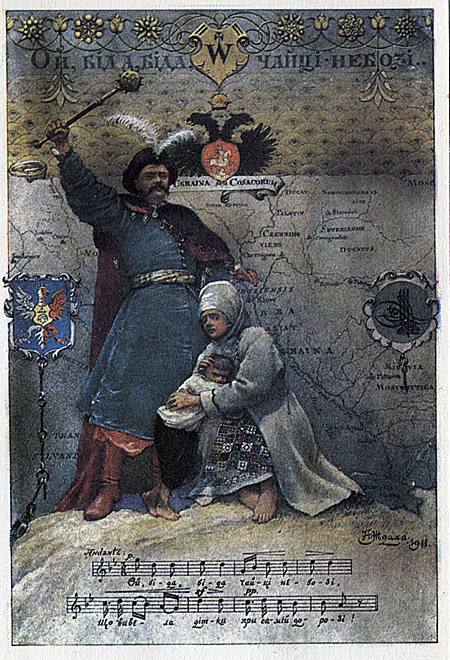
«Oy, vida chayci-chayci».
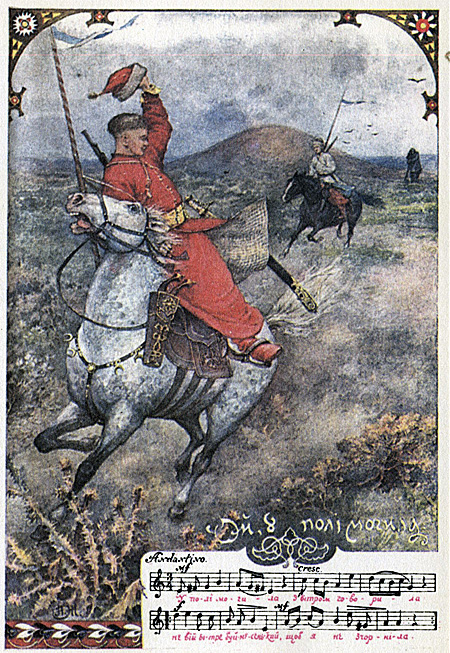
«Oy, u poli mohyla».
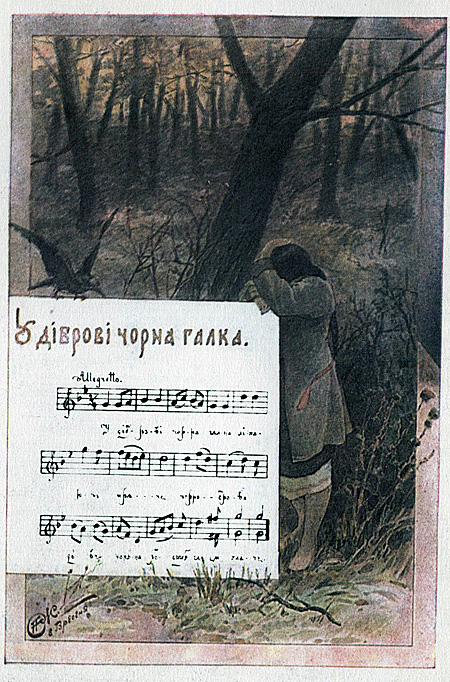
«U dibrovi chorna halka».
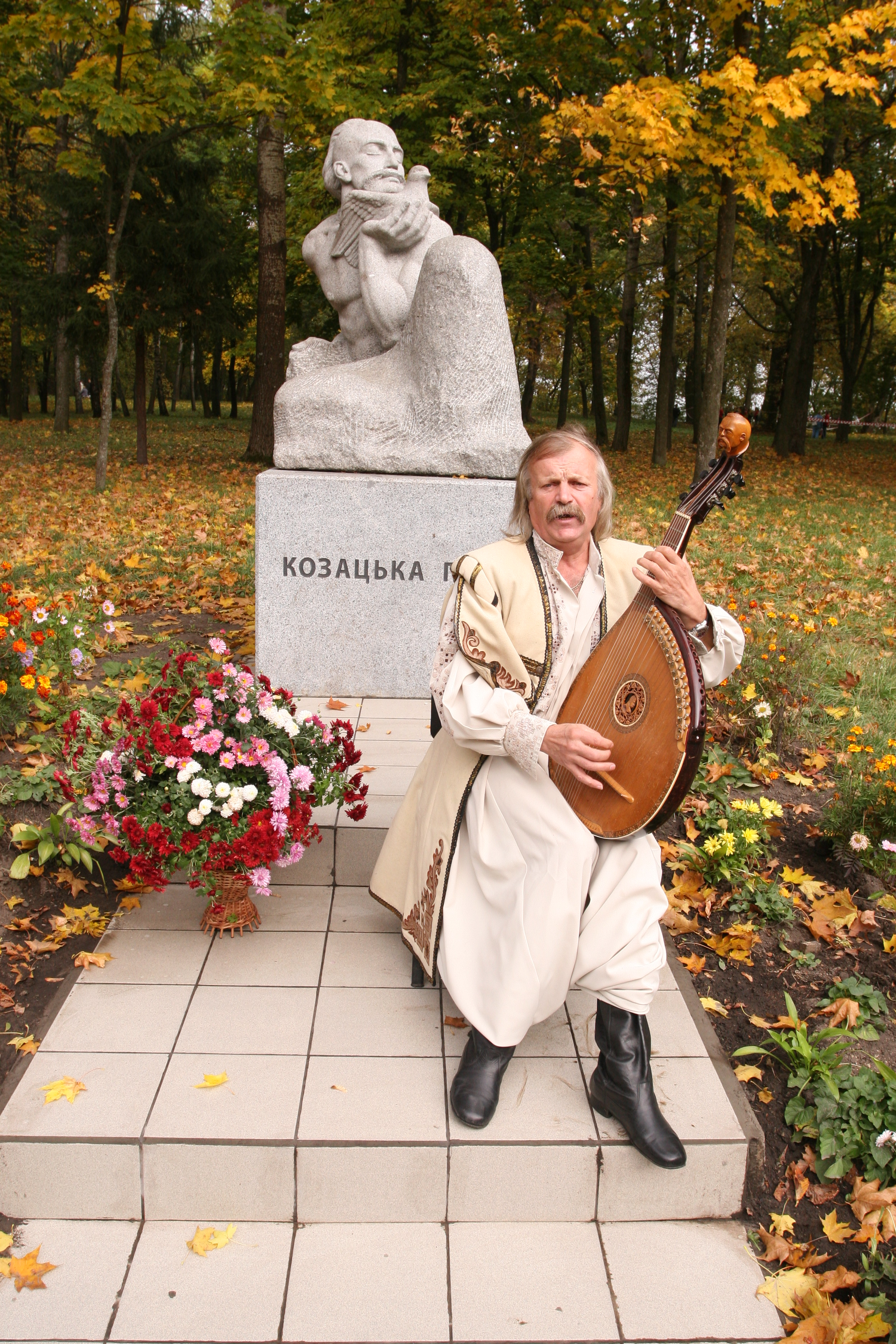
Monument chanson cosaque du Domaine Lyzohoub avec Vassyl Netchepa.

Amvrosiy Zhdakha, 1911—1914.